# مسجد رقه
مسجد رقه، مسجدی تاریخی است مربوط به سدهٔ ۶ و ۷ ه‍.ق که در روستای رقه از توابع شهرستان بشرویه واقع شده است. این اثر در تاریخ ۵ تیر ۱۳۸۴ با شمارهٔ ثبت ۱۱۹۰۳ به‌عنوان یکی از آثار ملی ایران به ثبت رسیده است.

## پیشینه
ناصر خسرو در سفرنامه اش از مسجد جمعه رقه نام برده و می‌نویسد: 
"چون از طبس دوازده فرسنگ بیامدیم قصبه‌ای بود که آن را "رقه" می‌گویند. آب‌های روان داشت و زرع و باغ و درخت و بارو و مسجد آدینه و مزارع تمام دارد نهم ربیع‌الاخر از رقه برفتیم و دوازدهم ماه به شهر تون رسیدیم میان رقه و تون بیست فرسنگ است.

## نگارخانه

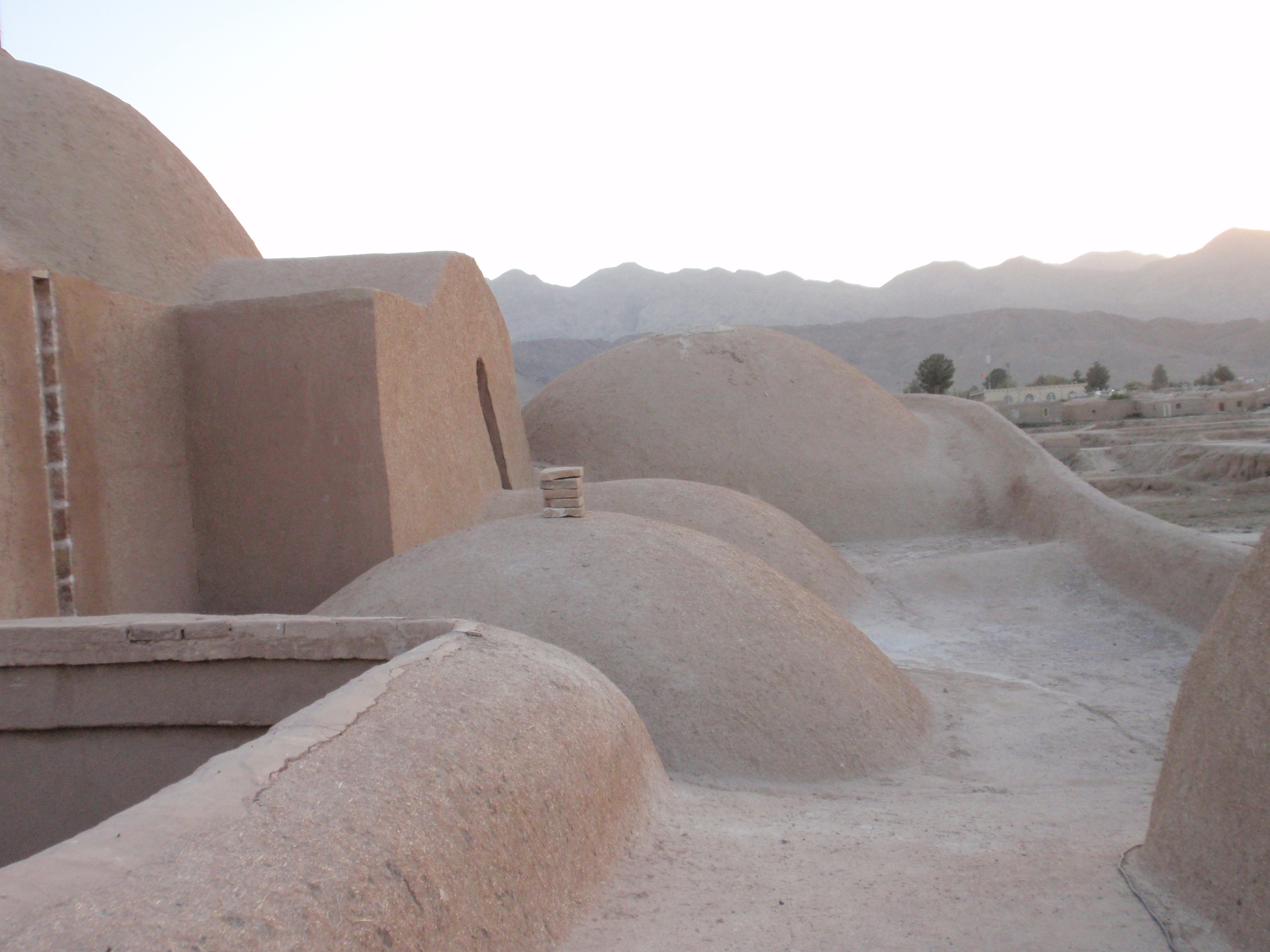
بام مسجد
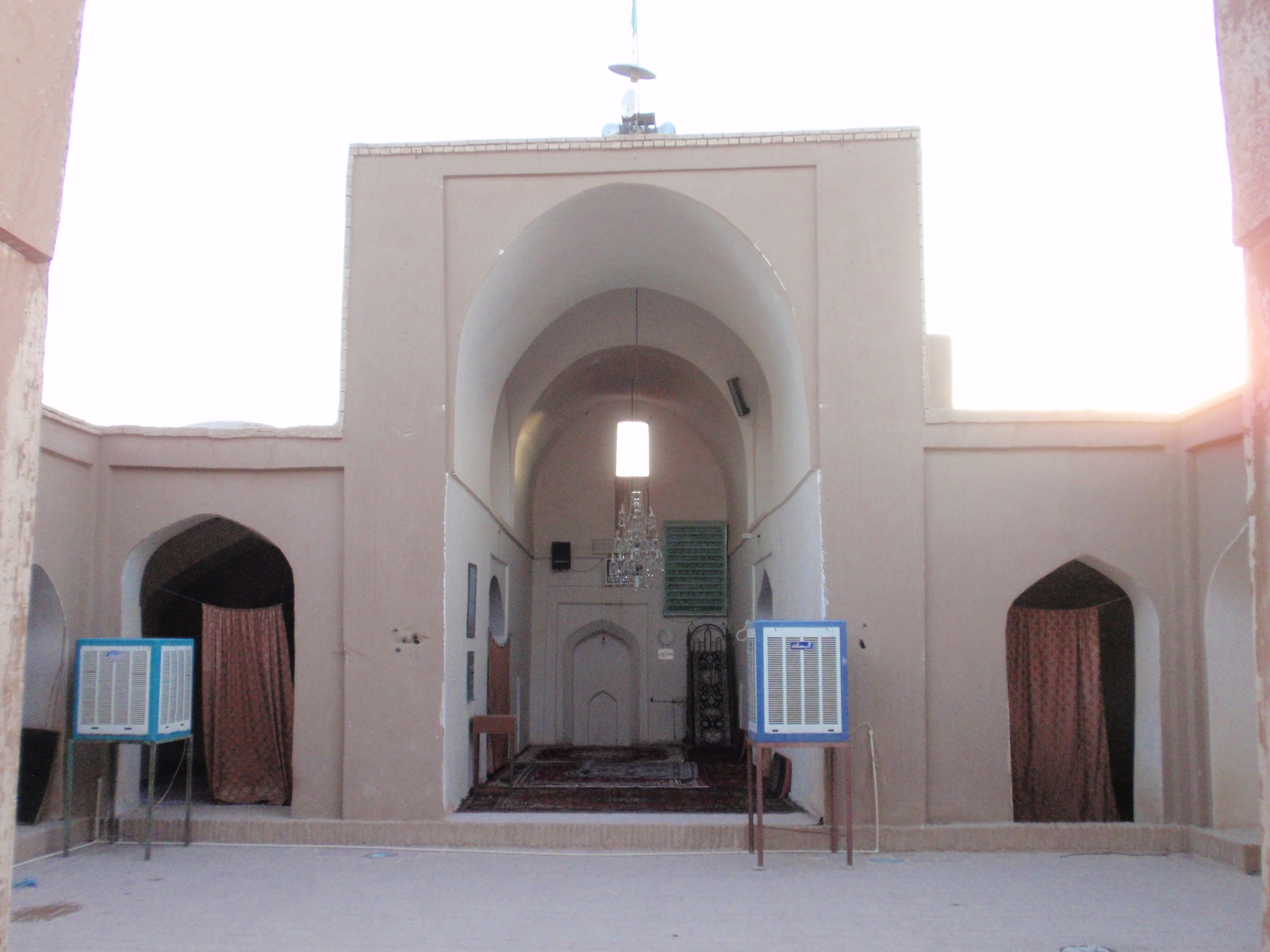
نمای درونی مسجد
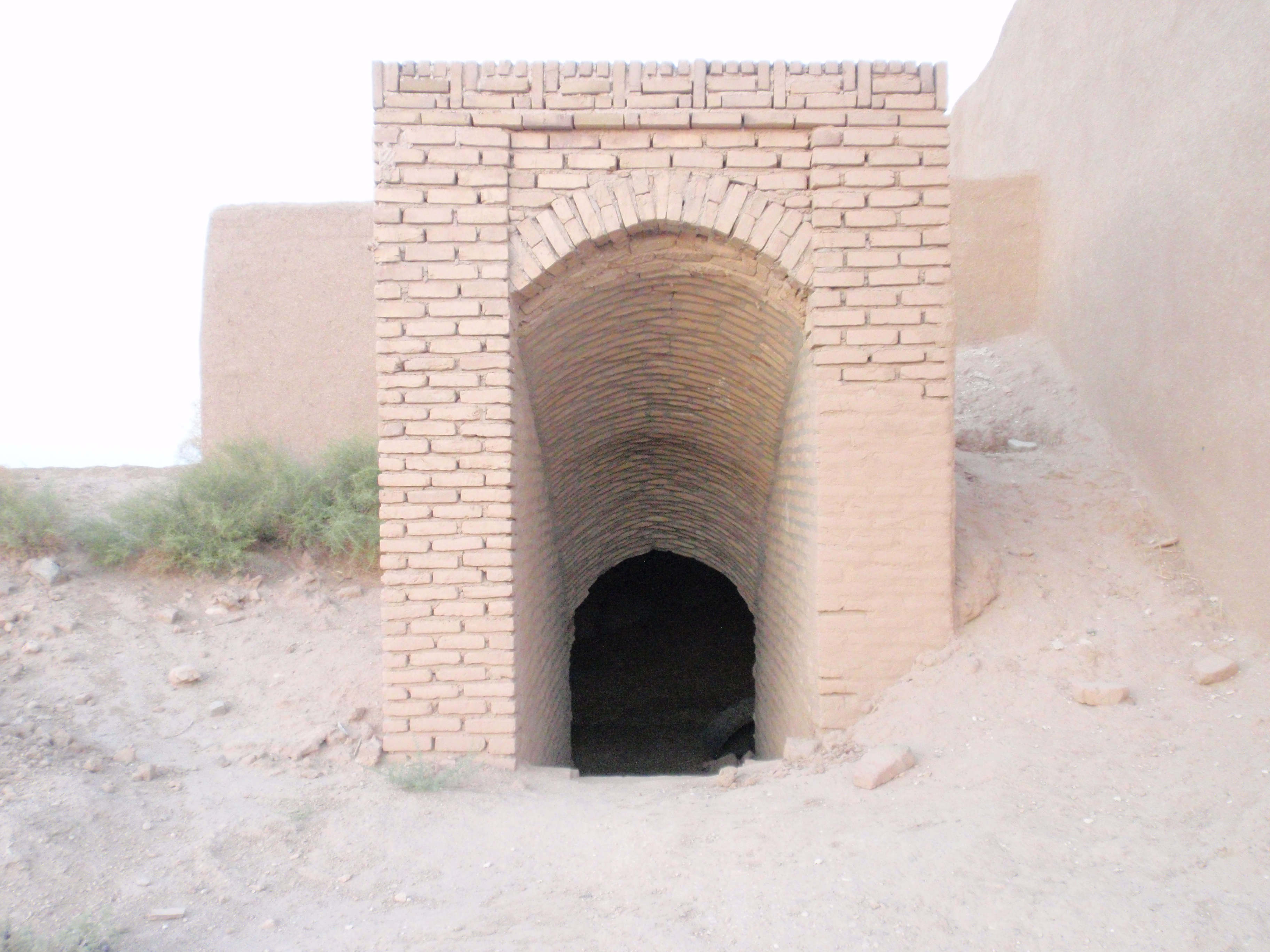
:آب انبار مسجد
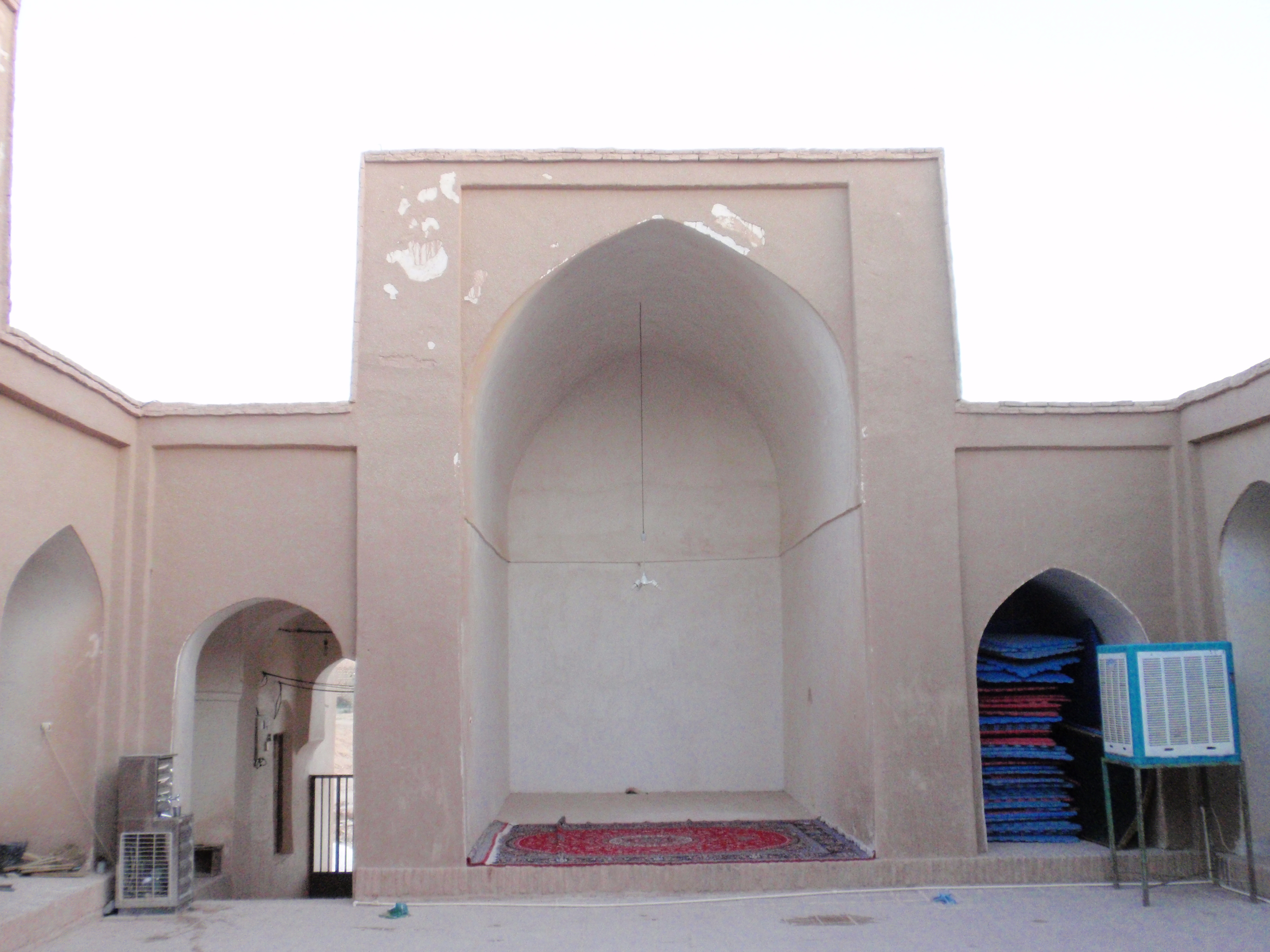
نمای درونی مسجد
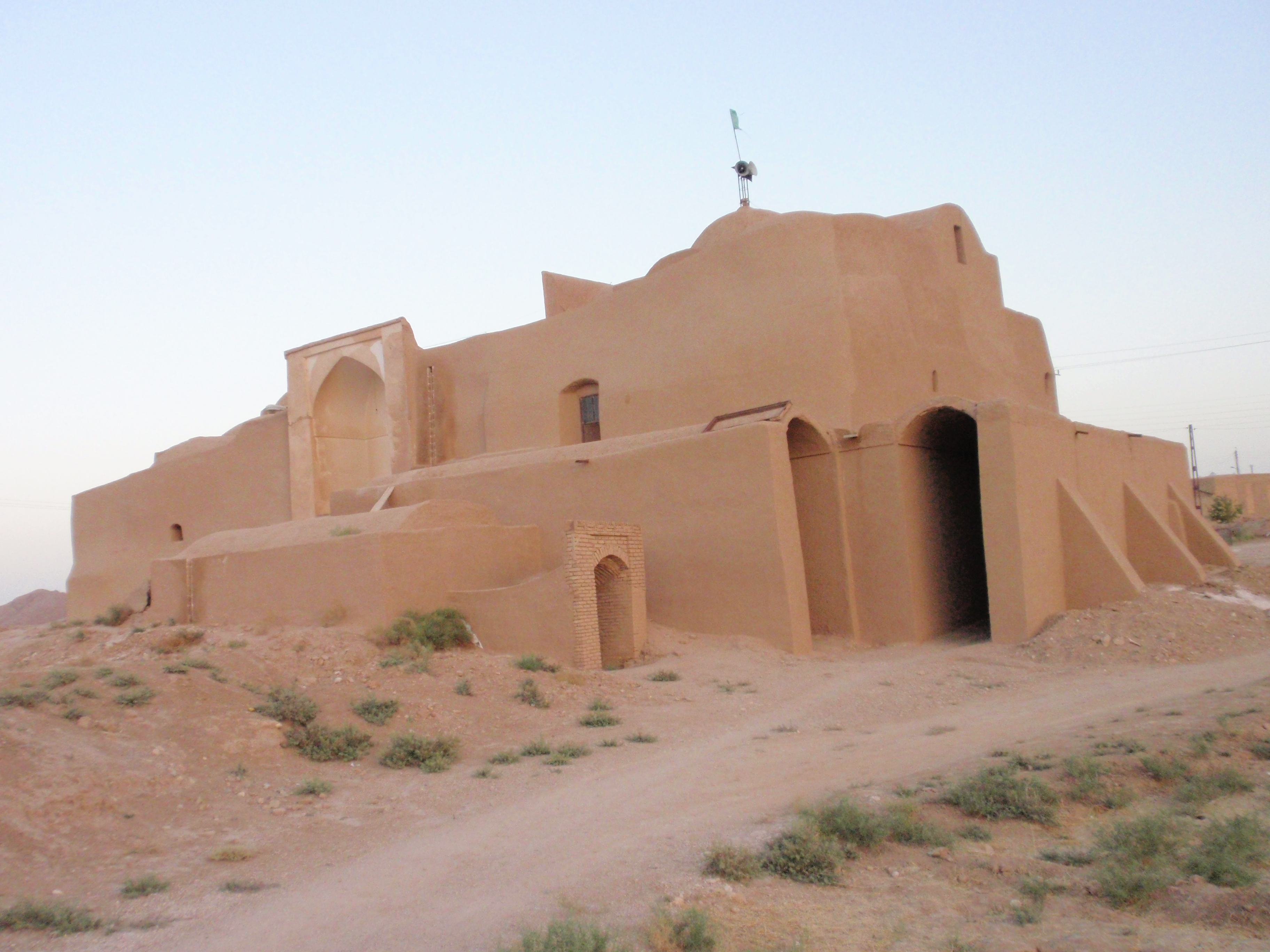
نمای بیرونی مسجد